# Isa Tròlec
Joan Baptista Mengual i Llull, plus connu sous son nom de plume Isa Tròlec, né à Sanet y Negrals (province d'Alicante) le 14 décembre 1945 et mort à Valence le 26 juin 1992, est un écrivain espagnol d'expression catalane.

## Biographie
Joan Baptista Mengual étudie la médecine et la philosophie à Valence. Il se spécialise en psychiatrie puis travaille dans ce domaine,.
Sous le pseudonyme d'Isa Tròlec, il se présente aux Premis Octubre et remporte le prix Andròmina avec le roman humoristique Ramona Rosbif. L'année suivante, il publie Mari Catúfols, récompensé par le prix littéraire de la ville d'Alicante. Tous deux se déroulant dans la région de La Marina, les romans rassemblent des images du paysage et du mode de vie traditionnels valenciens et de son déclin pendant la période d'après-guerre-civile. Les portraits psychologiques de femmes et le point de vue matriarcal y abondent. Ces deux romans, d'un style difficilement classables, remportent néanmoins un certain succès et contribuent au développement d'un public lecteur dans la région valencienne. Ils sont suivis par Bel et Babel (1980) et 7x7=49 (1984), qui ne remportent pas le même succès.
Il est également auteur d'une biographie de Vicent Andrés Estellés.
En 1995, après sa mort, est publié Ploure a la mar, un roman expérimental mettant en scène Pau, professeur d'université, et son chien Txufi, dans lequel, entre autres personnages inventés, on peut apercevoir de vrais personnages, déguisés, comme les professeurs de philosophie de l' université de Valence Adela Cortina et Jesús Conill. Cette œuvre est la plus vaste de Mengua, et aussi la plus complexe en termes de lexique, de registres et d'intrigue, et peut être considérée comme son œuvre de maturité.

## Analyse littéraire
Les premiers romans d'IsaTròlec apparaisse dans un contexte de renouvellement de modernisation de la littérature valencienne en langue catalane, marqué par la parution de Assaig d'aproximació a "falles folles fetes foc" d'Amadeu Fabregat, qui remporte le prix Andròmina de la première édition des Premis Octubre,. De nouvelles formes s'établissent dans le tissu narratif. Le modèle du roman traditionnel évolue et les frontières du genre se dissolvent : drame, lyrique et roman se confondent dans certains textes. Mari Catúfols (1978), montre des réminiscences avant-gardistes : inclusion de textes en lettres capitales, insertion de chansons et typographie colorée caractéristique des calligrammes des années 1920. La linéarité temporelle se voit souvent surprise par des anachronies, des achronies, des ellipses et autres dispositifs expérimentaux avec l'interruption de l'ordre logique de l'histoire, conduisant à la prédominance absolue de la discursivité. La variation dans les manières de rendre compte des voix narratrices (discours indirect libre, monologue intérieur) s'insère dans un jeu choral récurrent.
Les écrivains de cette nouvelle génération, et d’une certaine manière, des trois générations cohabitant à Valence dans les années 1970 et 1980, construisent leur image d’écrivains en confectionnant des biographies avec des références livresques, en endossant les masques d’autres écrivains, en jouant le jeu de vivre les autres vies que la littérature leur fournit. Par exemple, sur la quatrième de couverture de Ramona Rosbif (1976), Isa Tròlec s'attribue une vie de film, entre pirates et diamants. L'écrivain n'est pas ce qu'il écrit, il est ce qu'il veut être, l'image qu'il s'attribue lui-même, construite, pièce par pièce, comme un patchwork de conduites et de stylismes venus des œuvres et des vies des auteurs qu'il admire le plus.
L'œuvre romanesque d'IsaTròlec se caractérise par l'apparition de scénarios diffus, et l'intérêt  porté pour des personnages solitaires et marginaux qui, seulement dans les derniers romans, luttent contre une frustration personnelle causée par l'oppression des discours de pouvoir (religieux, médicaux ou, surtout, psychiatriques) et sur la manière dont ils conditionnent l'existence des individus. Cette oppression et l’impossibilité des individus en souffrant d’exprimer leurs désirs et leurs besoins marquent également une partie de la production d'essais contemporains de Mengual dans le magazine Los Marginados. D'autre part, les positions dites antipsychiatriques faisaient fortune dans la période littéraire qui suivit la publication en 1962 de Vol au-dessus d'un nid de coucou de Ken Kesey et, surtout, l'adaptation cinématographique en 1975, avec Jack Nicholson en tête d'affiche. Le roman Coll de Serps de Ferran Cremades i Arlandis (ca) combine cette vision du centre psychiatrique et de la prison comme élément de répression,rejoignant en cela ces écrits de Joan B. Mengual.
Dans Catúfols (1978), Mengual , psychiatre de profession, explore la psychologie d'une femme avec des problèmes psychiatriques. Ces questions se retrouvent également dans le thème du suicide, récurrent dans toute au l'œuvre de cet auteur, notamment dans Cabo de Palos (1979) :
« Perquè jo,

tota sola,

no gosava tirar-me

pels penya-segats que

evarist

m'havia fet conèixer.

I jo,

tota sola,

no gosava caure dins del

verd malaquita. »
« Parce que moi,

toute seule,

je n'osais pas me jeter

du haut des falaises qu'

evarist m'avait fait découvrir.

Et moi,

toute seule,

je n'osais pas tomber dans le

vert malachite. »
— Tròlec 1978, p. VI-25
La modification en 1954 de la Ley de Vagos y Maleantes (« loi sur les fainéants et les malfaiteurs ») du 15 juillet 1954 inclut les «homosexuales, rufianes y proxenetas» (« homosexuels, les souteneurs et proxénètes ») parmi les personnes condamnables à une rééducation dans les prisons et dans les dénommées «Casas de templanza» « (maisons de tempérance »). L’objectif de la législation n’était pas de punir mais de parvenir à une « réhabilitation » des homosexuels. Les prisons et les hôpitaux psychiatriques seront les instruments thérapeutiques les plus courants pour y parvenir. Dans Bel i Babel (1980), Isa Tròlec traite ouvertement de l'homosexualité comme d'une possibilité supplémentaire de recherche d'une vie sentimentale complète, et présente la psychologie d'un personnage à la recherche du bonheur dans sa vie amoureuse à partir d'une condition que la société n'accepte pas. Une vie qui est une énumération de règles, de menaces et d’exemples moraux. La tentative de la religion de régir la vie du protagoniste est remplacée par les explications du psychiatre pour qui l'homosexualité est une pathologie avec laquelle il faut apprendre à vivre. C'est ce que Bel écrit dans son journal, où il termine en affirmant, :
« Rebutge totalment la intervenció de metges, psicòlegs i analistes en qüestió de sexualitat i homosexualitat. Són representants de la dominació masclista. Quan regne una igualtat entre homes i dones, la qüestió homo i heterosexual no es plantejarà. »
« Je rejette totalement l’intervention des médecins, psychologues et analystes en matière de sexualité et d’homosexualité. Ce sont des représentants de la domination machiste. Quand l’égalité régnera entre les hommes et les femmes, la question homo et hétérosexuelle ne se posera pas. »
Dès Ramona Rosbif, les héros d'Isa Tròlec ont en commun la condition d'individus plongés dans une complexité qu'ils ne comprennent pas, dans laquelle ils sont incapables de s'orienter, qu'ils s'efforcent à supporter, avec plus ou moins de réussite ; Pau, personnage urbain et intellectuel de Ploure a la mar (1995), commence à agir alors qu'il semble que tout est fini. Sa retraite confère à la narration une aura symbolique de déclin inévitable : sa vie professionnelle est terminée, mais également la confiance qu'il avait autrefois placée en sa compagne, dans la révolution, dans la sociabilité... Il ne veut rien savoir des « discursos de les escoles, de les càtedres, dels parlaments dels acadèmics, dels polítics » (« discours des écoles, des chaires [d'université], des discours des universitaires, des politiciens »), mais il se méfie aussi de l’amour, de l’idéologie, des causes civiques... Comme le lui dit Adela : « T'has amputat la vida o has deixat que te l'amputaren » (« Tu as amputé ta vie, ou tu l’as laissé d'autres te l'amputer »),. Coupé du centre, du tout, du système, des autres, il se recompose autour de la mémoire et de sa vie en commun avec un chien, Txufi, chez qui il mêle les sentiments et les caresses d'un père, d'une mère, d'un frère, d'un ami, d'un amant, :
« Txufi, més de dos anys fa que vivim junts [...] Tu, Txufi, m'has donat les relacions més fortes de la meua vida [...] Jo, Txufi, sempre et diré, amor meu, fill meu, ànima meua ... No em deixes, Tuxfi, no em deixes mai. »
« Txufi, nous vivons ensemble depuis plus de deux ans [...] Toi, Txufi, tu m'as donné les relations les plus fortes de ma vie [...] Moi, Txufi, je t'appellerai toujours, mon amour, mon fils, mon âme... Ne m'abandonne pas, Tuxfi, ne m'abandonne jamais. »

## Romans
- (ca) Mari Catúfols, Valence, Editorial Tres i Quatre, 1978
- (ca) Cabo de Palos, Valence, Prometeo, 1979
- (ca) Bel i Babel, Valence, Prometeo, 1980
- (ca) Ramona Rosbif, Valence, Editorial Tres i Quatre, 1985
- (ca) Ploure a la mar, Alzira, Bromera, 1995